# Boras (indígenas)

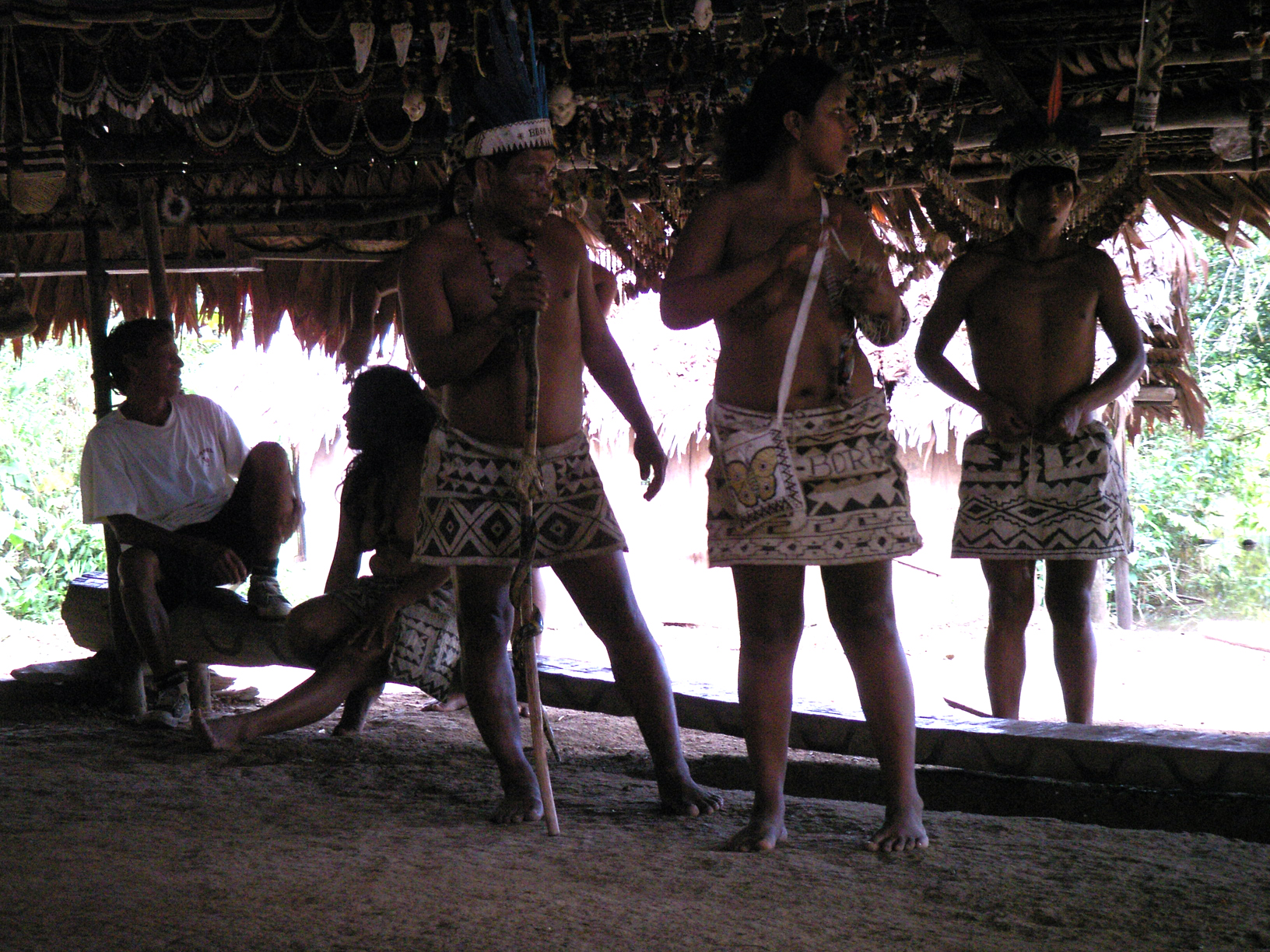
Chefe Bora e outros membros.

Os boras são um grupo indígena dispersos por regiões da Amazônia no Peru, Colômbia e Brasil, entre os rios Napo e o Içá ou rio Putumayo , cujas línguas pertencem à família lingüística bora. São aproximadamente 1700 pessoas.